# Šašinci
Šašinci (en serbe cyrillique : Шашинци) est une localité de Serbie située dans la province autonome de Voïvodine et sur le territoire de la ville de Sremska Mitrovica, district de  Syrmie (Srem). Au recensement de 2011, elle comptait 1 623 habitants.
Šašinci, officiellement classé parmi les villages de Serbie, est une communauté locale, c'est-à-dire une subdivision administrative, de la ville de Sremska Mitrovica.

## Géographie

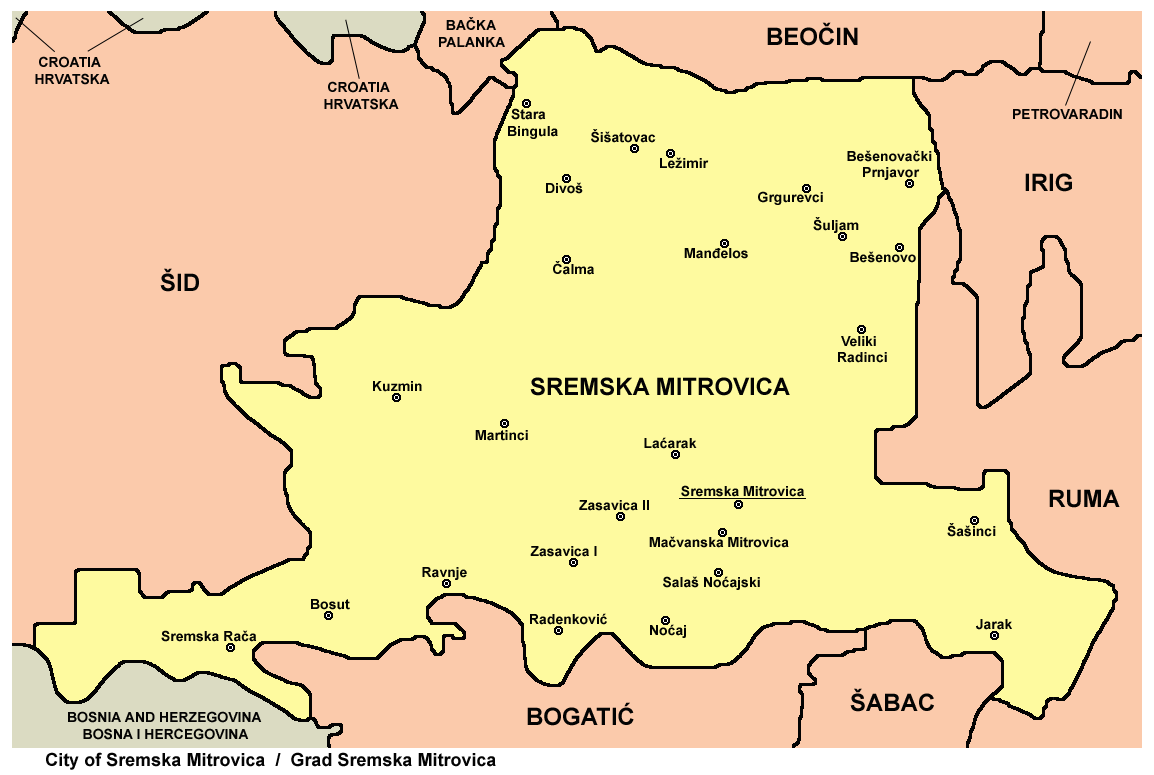
Localisation de Šašinci dans la ville de Sremska Mitrovica

Šašinci se trouve dans la région de Syrmie, à proximité de la rive gauche de la Save. L'autoroute Belgrade-Zagreb (route européenne E70) longe le village.

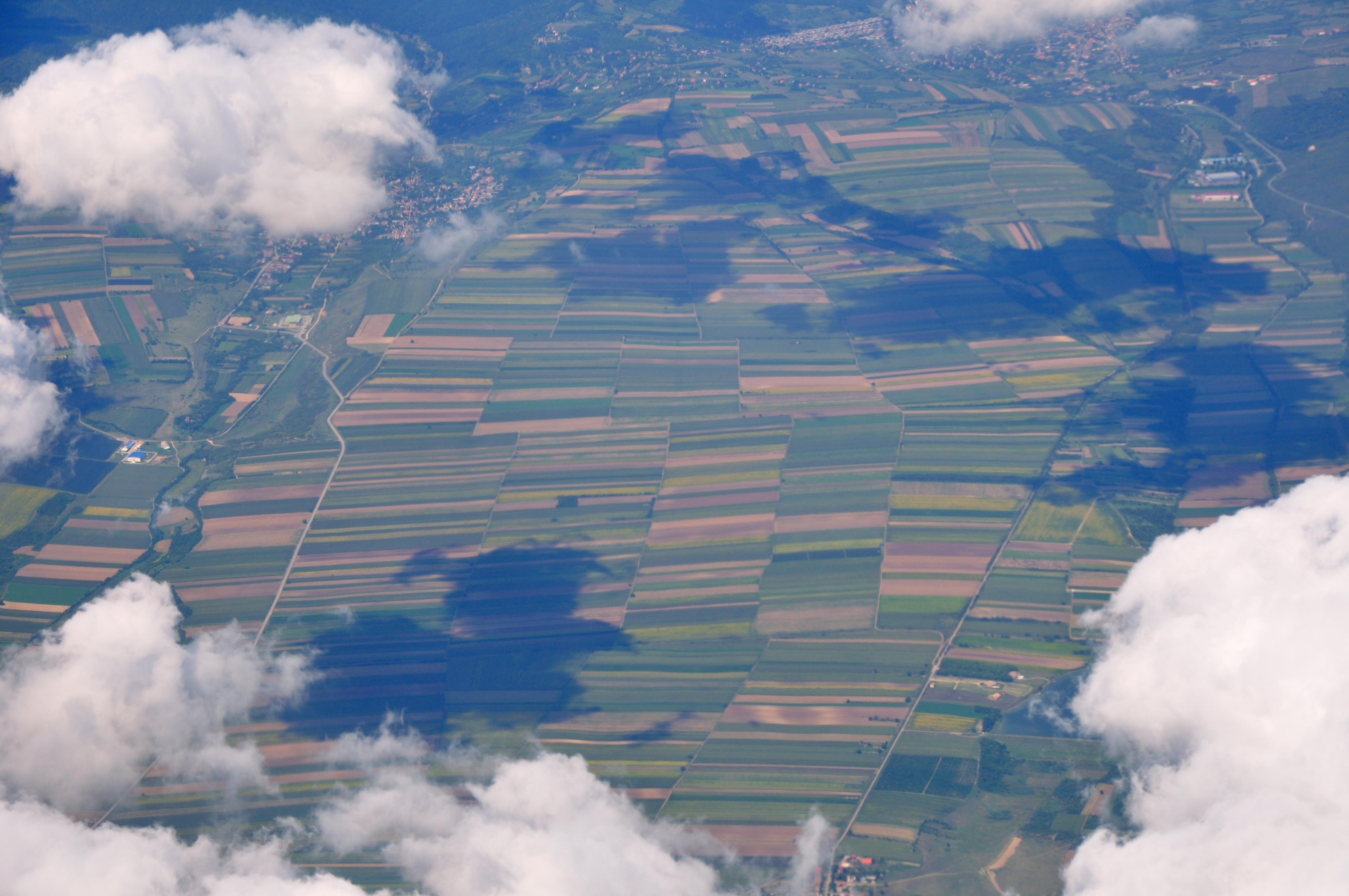
Vue aérienne de Šašinci

## Histoire
Le site archéologique de Kudoš se trouve près du village ; il est inscrit sur la liste des sites archéologiques protégés de la république de Serbie. À 4 kilomètres de Šašinci, le monument du polje Leget, érigé en 1923, commémore la bataille qui s'est déroulée le 6 septembre 1914 entre les forces austro-hongroises et l'armée du royaume de Serbie qui avait réussi à franchir la Save ; ce fut une victoire autrichienne mis l'engagement des Serbes conduisit l'Autriche-Hongrie à renforcer sa présence en Syrmie, soulageant ainsi les fronts de l'ouest et de l'est ; ce site figure aujourd'hui parmi les sites mémoriels de grande importance du pays.

## Démographie

### Évolution historique de la population
| 1948  | 1953  | 1961  | 1971  | 1981  | 1991  | 2002  | 2011  |
| ----- | ----- | ----- | ----- | ----- | ----- | ----- | ----- |
| 2 087 | 2 029 | 2 106 | 2 067 | 1 983 | 1 928 | 1 830 | 1 623 |

|  |

### Données de 2002
Pyramide des âges (2002)
En 2002, l'âge moyen de la population était de 38,6 ans pour les hommes et 43,8 ans pour les femmes.
Répartition de la population par nationalités (2002)
En 2002, les Serbes représentaient 95,8 % de la population ; le village comptait notamment une minorité ukrainienne (1,5 %).

### Données de 2011
En 2011, l'âge moyen de la population était de 43,4 ans, 40,9 ans pour les hommes et 46,2 ans pour les femmes.

## Tourisme
L'église de la Descente-du Saint-Esprit de Šašinci a été construite dans la seconde moitié du XVIIIe siècle ; elle est inscrite sur la liste des monuments culturels de grande importance de la république de Serbie.